# Aanval op Pearl Harbor
De Aanval op Pearl Harbor was een verrassingsaanval door de Japanse Keizerlijke Marine onder leiding van admiraal Isoroku Yamamoto op de Amerikaanse marinebasis Pearl Harbor in Hawaï, op zondag 7 december 1941, 17:55 UTC (op Hawaï in de ochtend, in Washington D.C. om 12:55 EST, in Japan in de vroege ochtend van maandag 8 december; hieronder wordt EST aangehouden). De aanval was bedoeld om het grootste deel van de vloot van de Verenigde Staten te vernietigen, zodat Japan vrij spel zou hebben in de Grote Oceaan.
Hierbij kwamen 2403 Amerikanen om het leven en vielen er 1282 gewonden. De verliezen aan de Japanse kant waren veel kleiner, 65 militairen kwamen om of werden verwond. Een Japanse matroos werd gevangengenomen.
De aanval kwam als een grote schok voor het Amerikaanse volk en leidde rechtstreeks tot de Amerikaanse betrokkenheid in de Tweede Wereldoorlog, zowel in de Stille Oceaan als in Europa. De volgende dag verklaarden de Verenigde Staten de oorlog aan Japan.

## Voor de oorlog in Azië begon
Op 27 september 1940 tekenden Duitsland, Japan en Italië een pact: het driemogendhedenpact. Hierin stond beschreven dat ze elkaars leidende positie in de nieuwe orde, de nieuwe wereld zoals zij die zagen, zouden erkennen. Ook beloofden ze elkaar militaire steun in het geval dat een van hen zou worden aangevallen.
Er waren al eerder pacten gesloten, maar dit was speciaal, omdat het een extra veiligheid betekende in het geval dat de Verenigde Staten van Amerika zouden deelnemen aan de Tweede Wereldoorlog. Iedereen was van mening dat deze oorlog spoedig wereldwijd zou worden. Duitsland had in 1938 Oostenrijk en Sudetenland al ingenomen en was in september 1939 Polen binnengevallen. De aanval op Polen leidde tot een reeks van oorlogsverklaringen die zou escaleren tot de Duitse aanval in westelijke richting op 10 mei 1940.
In 1940, tijdens de evacuatie uit Duinkerke, had het Verenigd Koninkrijk bijna al zijn militair materieel verloren en ook het aantal soldaten was sterk teruggelopen. Na een vraag om hulp ontvingen de Britten al spoedig materiële steun van de Verenigde Staten. Dit gaf al duidelijk aan aan wiens kant Amerika stond, maar officieel was het land nog steeds neutraal.

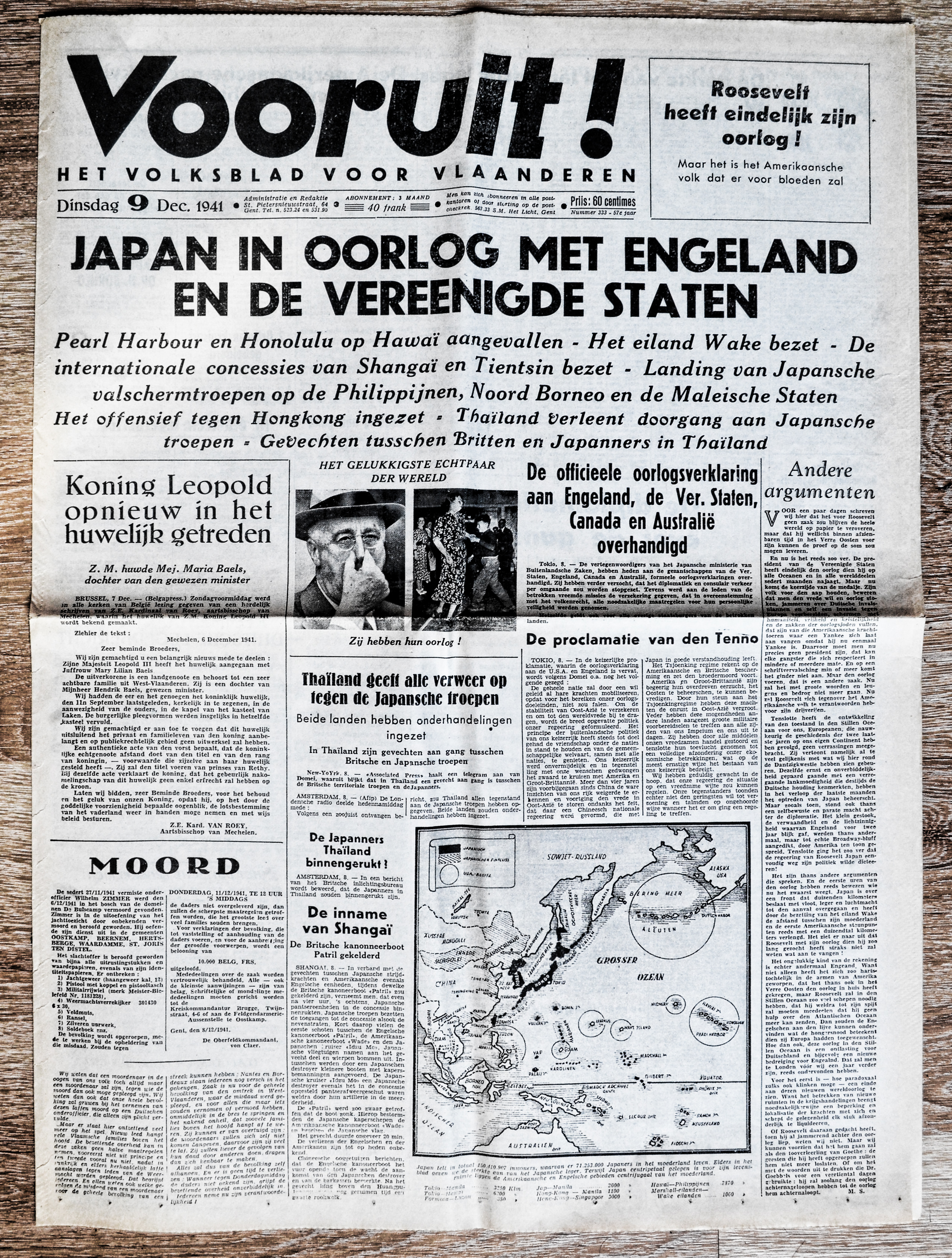
Voorpagina van Vlaams socialistisch dagblad Vooruit, 19 december 1941

In 1940 capituleerde Frankrijk, waarna Japan Indochina bezette, dat voorheen onder Franse controle viel. Ook Siam (het tegenwoordige Thailand) werd onder druk gezet om Japanse ‘protectie’ te aanvaarden. Als reactie hierop zetten Nederland  en de Verenigde Staten hun olie-export stop. De Amerikanen deden echter nog meer: ze stelden embargo's in op sloopijzer, staal en vliegtuigbrandstof. Deze beperkingen sneden Japan af van de grondstoffen die het nodig had. Japan was door deze maatregelen bang voor gezichtsverlies en de bevelhebber van hun marine stelde: “Oorlog of Vrede is nu een kwestie van leven of dood.”
Omstreeks dezelfde tijd voelde Japan zich door de VS bedreigd, omdat de VS militair materieel aan het Verenigd Koninkrijk leverde (voor de strijd tegen Duitsland) en dus indirect (via het pact) aan een Japanse vijand. Om zich te verdedigen had de VS een basis nodig in de Grote Oceaan, omdat andere bases, die in de buurt van Japan lagen, te ver weg lagen om binnen korte tijd strategische doelen in Japan te bereiken. Daarnaast hadden ze ook een strijdmacht nodig om hun positie in de Filipijnen te beschermen.
De meest strategische positie voor een basis was Pearl Harbor, een haven in Oahu, een eiland van Hawaï wat destijds nog een territorium en dus geen officiële Staat van de VS was. De Amerikanen stuurden een omvangrijke vloot naar het eiland. Deze was weliswaar sterk, maar bevatte niet alle schepen van de Pacifische vloot, omdat veel (vliegdek)schepen en vliegtuigen in de Atlantische Oceaan dienstdeden.
Het Amerikaanse ministerie van defensie had vanaf 1911 een geheim plan ontwikkeld, het War Plan Orange. Na de Japanse annexatie van Korea hield het Pentagon rekening met Japanse expansie richting de Filipijnen. Voor meer bescherming breidden de Amerikanen hun strijdmacht op de Filipijnen in juli 1941 uit met B-17-bommenwerpers. Ze hoopten zo een Japanse  invasie te kunnen vertragen. Vervolgens zou de vloot vanuit Pearl Harbor opstomen, en ondertussen zouden de VS genoeg tijd hebben om een legermacht over te zetten naar de eilandengroep. Hoewel Plan Orange door de jaren steeds was bijgesteld, had men in Washington de snelle ontwikkeling van de Japanse onderzeevloot over het hoofd gezien of onderschat.
Op datzelfde moment verkeerde Japan in een slechte economische situatie en dacht het aan uitbreiding in de omringende landen, om zo het broodnodige geld te bemachtigen uit koloniën. Men wilde eigenlijk de leidende natie worden in Zuidoost-Azië, waarbij ze vooral geïnteresseerd waren in Nederlands Oost-Indië. Maar ook wilde Japan alle Britten, Nederlanders, Fransen en Portugezen in het Verre Oosten overheersen. In feite wilde Japan de gehele Stille Oceaan beheersen, en het was duidelijk dat de aanwezigheid van een Amerikaanse militaire basis in deze oceaan daarbij niet gewenst was.
In 1941 hadden de Japanners weinig te vrezen van Nederland of andere Europese landen, omdat die al hadden gecapituleerd voor de Duitsers en/of nog druk bezig waren hun land tegen de Duitsers te verdedigen. De enige macht die Japan nog in de weg stond om de Stille Oceaan te beheersen was de VS. Japan kon voor de VS een bedreiging vormen en daarom was het voor de Amerikanen niet wenselijk dat de Japanners een dergelijk groot gebied zouden gaan beheersen, waarbij tegelijkertijd zoveel militaire macht hoorde.
De Amerikaanse defensie, die uiteraard de dreiging van de Japanners voelde, maakte veel vluchten vanaf Pearl Harbor. Vooral ten noorden en noordwesten werd veel gepatrouilleerd. Er werd gevlogen tot een straal van ongeveer 560 km vanaf de haven. Door een tekort aan vliegtuigen boden deze patrouilles echter geen volledige bescherming.

## De haven

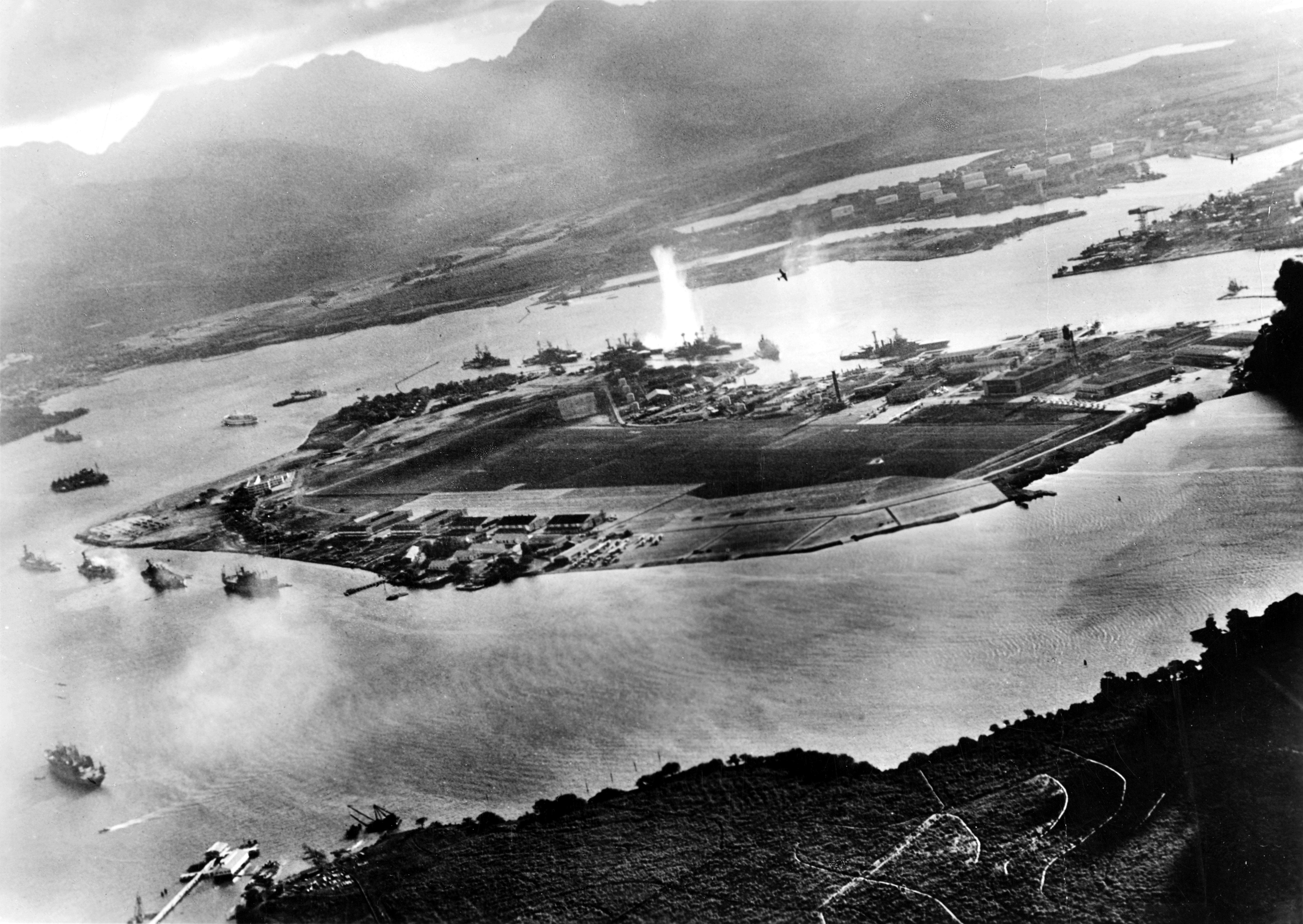
Foto vanuit een Japans vliegtuig kort na het begin van de aanval met Ford Island duidelijk zichtbaar

Pearl Harbor ligt op meer dan 3600 km afstand van San Francisco en was populair bij de Amerikaanse zeelieden. Als de vijand een schip in de haveningang tot zinken zou brengen, was de basis onbruikbaar. Om open zee te bereiken had de vloot drie uur nodig. Als de vloot binnen was vormde ze, samen met alle voorraden en opslagplaatsen, een aantrekkelijk doelwit. Het volledig mobiliseren en laten uitvaren van de vloot zou echter vele miljoenen dollars kosten en geen bevelhebber wilde het risico lopen voor niets zo'n order te geven.
Admiraal James Richardson, bevelhebber van de basis in mei 1940, vond dat de schepen thuishoorden in veilige havens aan de westkust. Toen hij met zijn bezwaren naar president Franklin D. Roosevelt stapte, werd hij van zijn post ontheven en vervangen door admiraal Husband Kimmel .

## Tijdlijn tot 7 december 1941

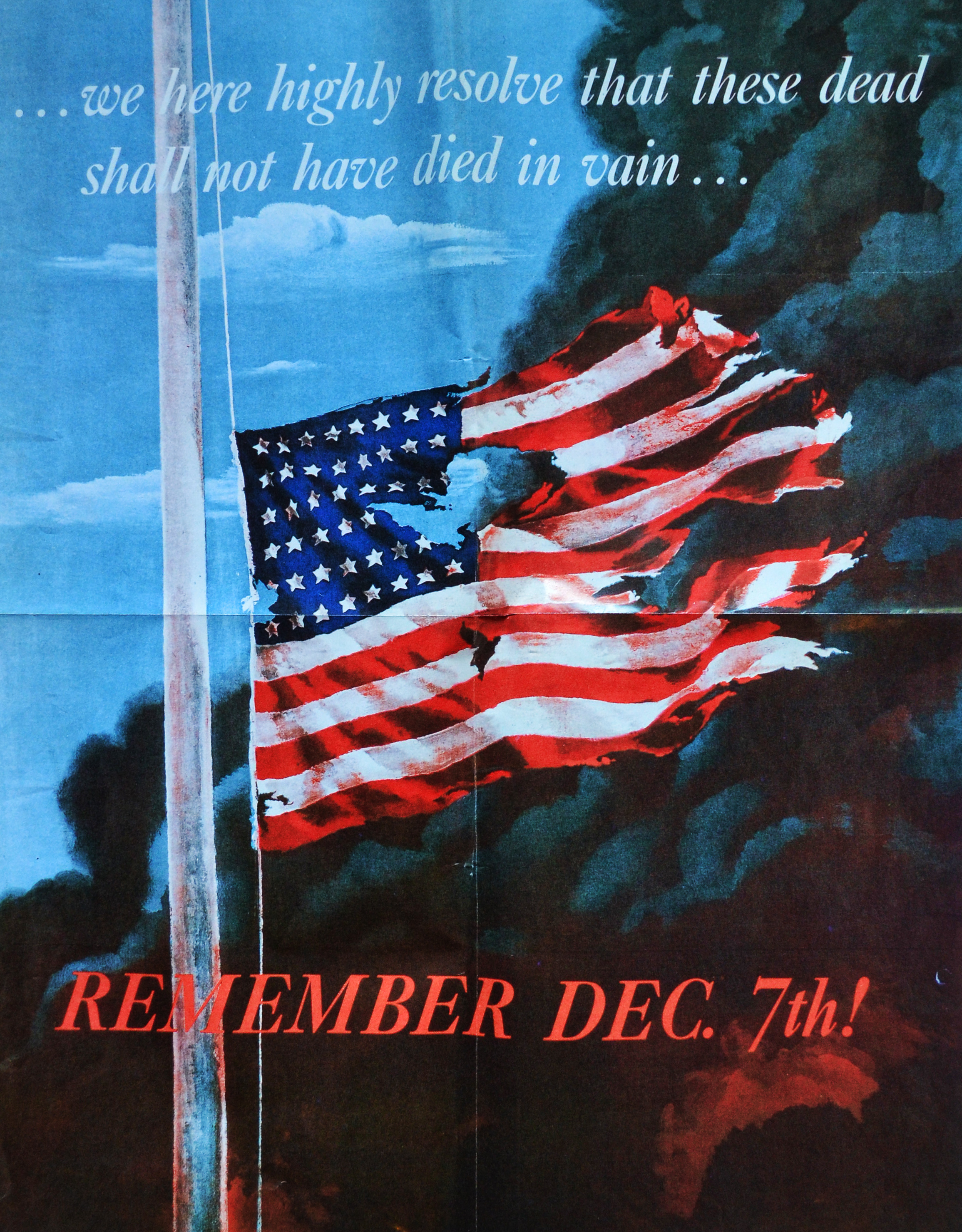
Remember December 7th" Amerikaanse propagandaposter over de aanval op Pearl Harbor door Japan van 1942

Al op 16 oktober 1941 waren de Amerikaanse media zich bewust van de dreigende situatie. Ze besteedden in hun nieuwsartikelen dan ook enige aandacht aan deze dreiging. De inwoners van Amerika voelden zich echter volledig beschermd door hun leger en besteedden weinig aandacht aan de artikelen. Henry Stimson, die op dat moment minister van defensie was in Amerika, was zich terdege bewust van de dreiging, want als reactie op de nieuwsartikelen sprak hij: “Het is nu een tijd om te wachten, zodat Japan de eerste stap kan doen, waarna wij ze direct kunnen aanvallen”.
Japan en Amerika waren nog steeds in onderhandeling met elkaar, maar dit wilde niet vlotten. Op 5 november werden zes boodschappen onderschept waarin stond dat de onderhandelingen met Amerika voor 25 november afgerond zouden moeten zijn.
De leider van de Japanse oorlogsoperatie, Yamamoto, wilde het hele Zuidelijke Pacifisch gebied in zijn macht krijgen en daarom ontwikkelde hij een strategie om Pearl Harbor, de Filipijnen en alle andere niet-Japanse plaatsen in dit gebied op hetzelfde moment aan te vallen. Zijn plan hiervoor presenteerde hij op 7 november en hij noemde het plan Z.

### Plan "Z"

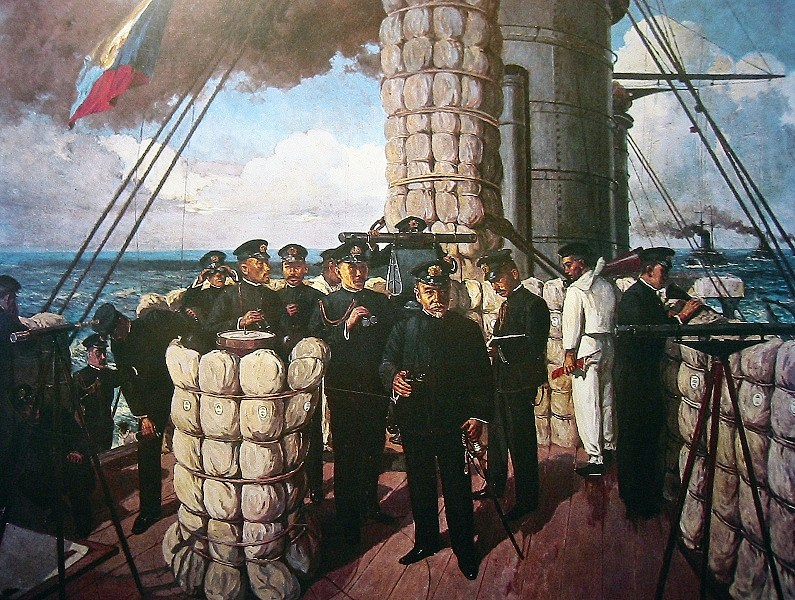
De Z-vlag in de Slag bij Tsushima

Niemand bij de Japanse marine kende Pearl Harbor beter dan Yamamoto. In zijn hut op zijn vlaggenschip Nagato hing een kaart van de basis waarop hij allerlei aantekeningen had gemaakt. Omdat alles op de basis met een vaste regelmaat verliep, kon hij weten wanneer hij daar de grootste scheepsconcentratie kon aantreffen. De luchtafweer was onvoldoende en hij geloofde dat een luchtaanval een grote kans van slagen had. Hij liet zich inspireren door admiraal Heihachiro Togo en noemde zijn plan naar diens Z-signaal tijdens de slag bij Tsushima (1905).
Daarbij wist hij dat vierentwintig Britse vliegtuigen op 11 november 1940 bij een aanval op de Italiaanse vloot in Tarente drie slagschepen tot zinken brachten met een verlies van slechts drie toestellen. Ook de Amerikanen onderkenden het belang van deze aanval, maar admiraal Kimmel weigerde anti-torpedonetten te installeren omdat die de bewegingsvrijheid van zijn schepen zouden hinderen.

### Japanse tactiek

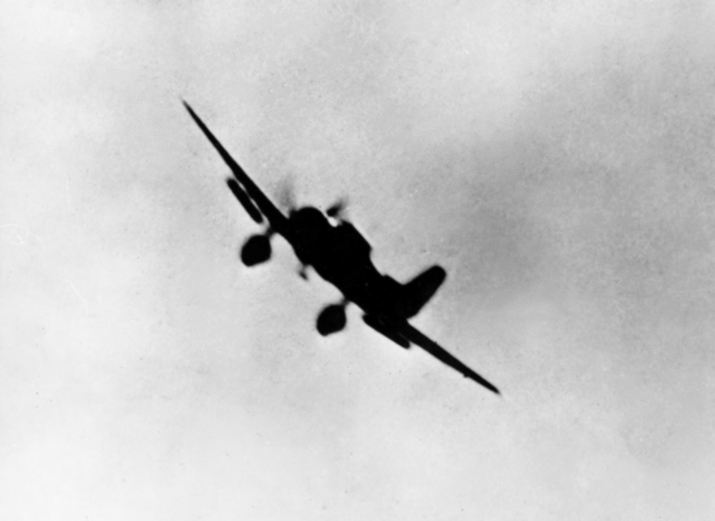
Een Japanse Aichi D3A1 bommenwerper in actie

Yamamoto gaf er de voorkeur aan om eerst en vooral de slagschepen buiten gevecht te stellen omdat hij dacht dat dit een harde klap voor de Amerikanen zou betekenen. Toen hij zijn plan om Pearl Harbor aan te vallen met behulp van vliegtuigen die zouden opstijgen vanaf vliegdekschepen voorlegde aan kapitein Minoru Genda, een specialist in luchtaanvallen, kreeg hij de raad om de Amerikaanse vliegdekschepen aan te pakken omdat die de grootste bedreiging vormden voor de Japanse Keizerlijke Marine.
Japan beschikte over twee van 's werelds grootste vliegdekschepen: de Akagi (36.500 ton) die 91 vliegtuigen kon meevoeren (groter dan de Amerikaanse Lexington en Saratoga) en de 38.200 ton metende Kaga. Samen met de Hiryu, Soryu, Zuikaku en Shokaku telde de Japanse Keizerlijke Marine zes vliegdekschepen. Genda wilde ze alle zes bij de aanval inzetten (441 vliegtuigen in totaal) samen met een vooruitgeschoven strijdmacht van duikboten. Men gaf de voorkeur aan torpedo's, omdat deze krachtiger en nauwkeuriger zijn dan bommen.
Hoewel Yamamoto zelf het bevel bij de aanval wilde voeren, kon hij dit niet doen omdat hij te veel andere verantwoordelijkheden had. De keus viel op schout-bij-nacht Chuichi Nagumo. Hij was geen expert op het gebied van vliegtuigen, maar werd omwille van zijn anciënniteit aangesteld. Hij was ontsteld bij het horen van de verantwoordelijkheid van zijn taak, maar troostte zich met de gedachte dat de aanval misschien niet door zou gaan. Japan was immers nog niet in oorlog met de VS. Bovendien moest het plan nog worden goedgekeurd door het Japans opperbevel.

### Twijfels bij het Plan Z
Keizer Hirohito werd door zijn ministers en generaals in het ongewisse gelaten over hun concrete plannen om de Amerikaanse basis in Pearl Harbor uit te schakelen. Op 5 september 1941 stond de keizer prins Konoe audiëntie toe, waarin hij met afgrijzen vernam dat de voorbereidingen voor een oorlog voorrang kregen boven diplomatie. Hierop liet hij ogenblikkelijk enige hooggeplaatste officieren, generaal Sugiyama en admiraal Nagano, ontbieden om duidelijkheid te verschaffen. Zij verzekerden hem dat een diplomatieke oplossing nog steeds hun voorkeur had. De volgende dag, tijdens de Keizerlijke Conferentie, kwam de kwestie nogmaals ter sprake. Op de vraag of de voorbereidingen tot een oorlog de voorkeur kregen boven diplomatie, hielden Sugiyama en Nagano hun mond en lieten anderen het woord doen.

Toen gebeurde er iets dat bijna nooit voorkwam. De keizer, die werd verondersteld de conferentie voor te zitten en niet actief deel te nemen aan het beraad, rees van zijn stoel en nam het woord: 
Wij betreuren het ten zeerste dat het opperbevel het niet nodig geoordeeld heeft de kwestie voor ons op te helderen.
 Hij haalde daarbij een gedeelte van een gedicht aan: 
Aangezien wij allen broeders zijn in deze wereld, waarom zijn dan de golven en de winden zo onrustig?
 Na deze zeer grove inbreuk op het protocol heerste er een minutenlange stilte waarin het gezelschap probeerde de onverwachte uitval van hun keizer te verwerken. Uiteindelijk nam admiraal Nagano het woord en verzekerde Hirohito van hun trouw aan de keizer, dat zij het belang van diplomatie inzagen en dat het hun ten zeerste speet, de keizer met hun gedrag te hebben misnoegd. Hierop sloot men de vergadering in een volgens Konoe zeer gespannen sfeer.
Yamamoto had zijn plan voorgelegd aan Genda en later aan de Marine, maar was bij de laatste op veel weerstand gestuit. Velen vonden het plan te stoutmoedig. Yamamoto was ervan overtuigd dat, als het tot een oorlog zou komen, Amerika een vernietigende slag moest worden toegebracht, zodat Japan ongehinderd de Filipijnen, Malakka en Nederlands-Indië kon bezetten voordat de Amerikaanse marine zich kon herstellen. Zijn collega's gingen nog steeds uit van de beslissende kracht van slagschepen waarvan Japan er twee op stapel had staan: de Yamato en de Musashi.

## Tijdlijn tot 7 december 1941 (vervolg)

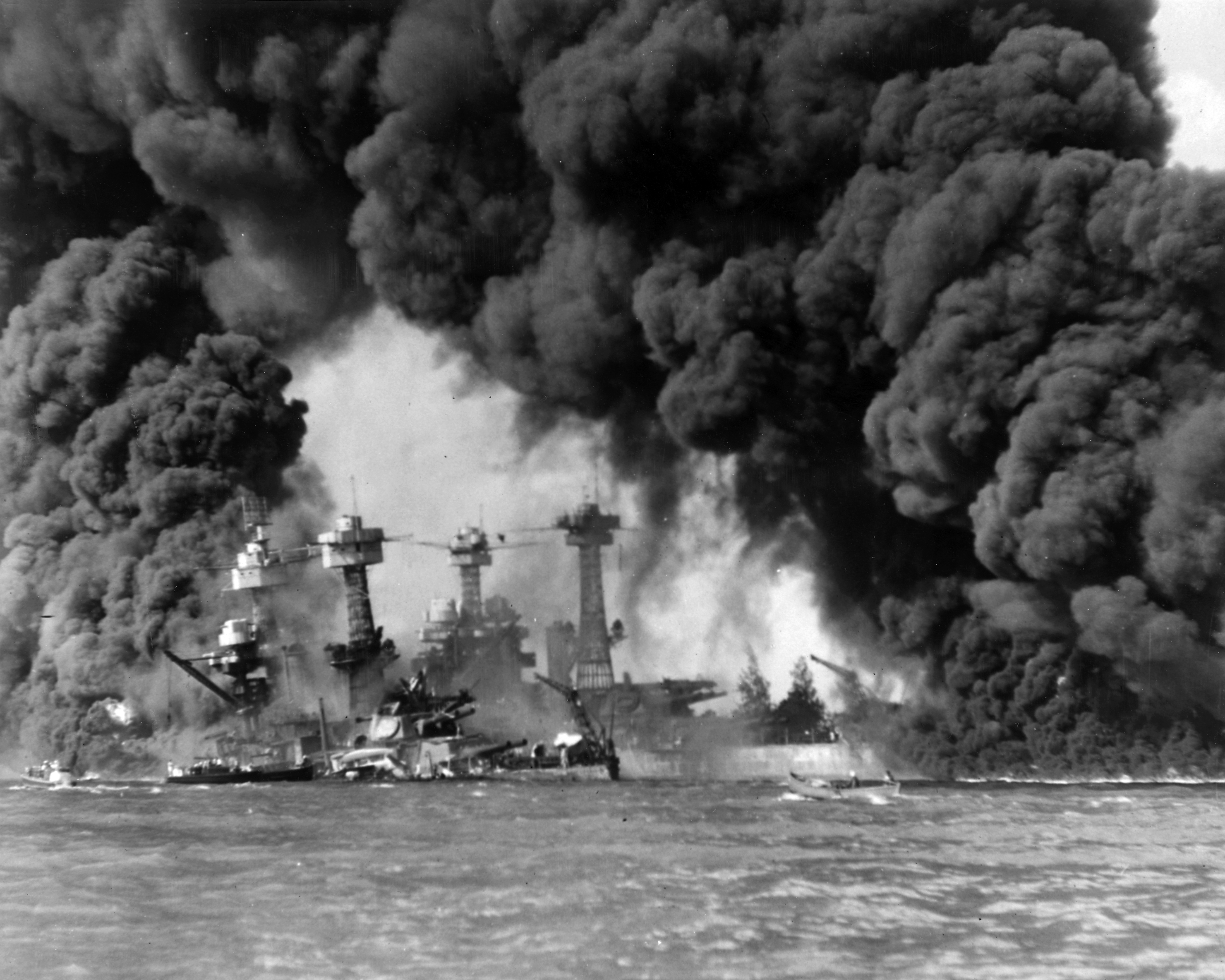
Brandende schepen

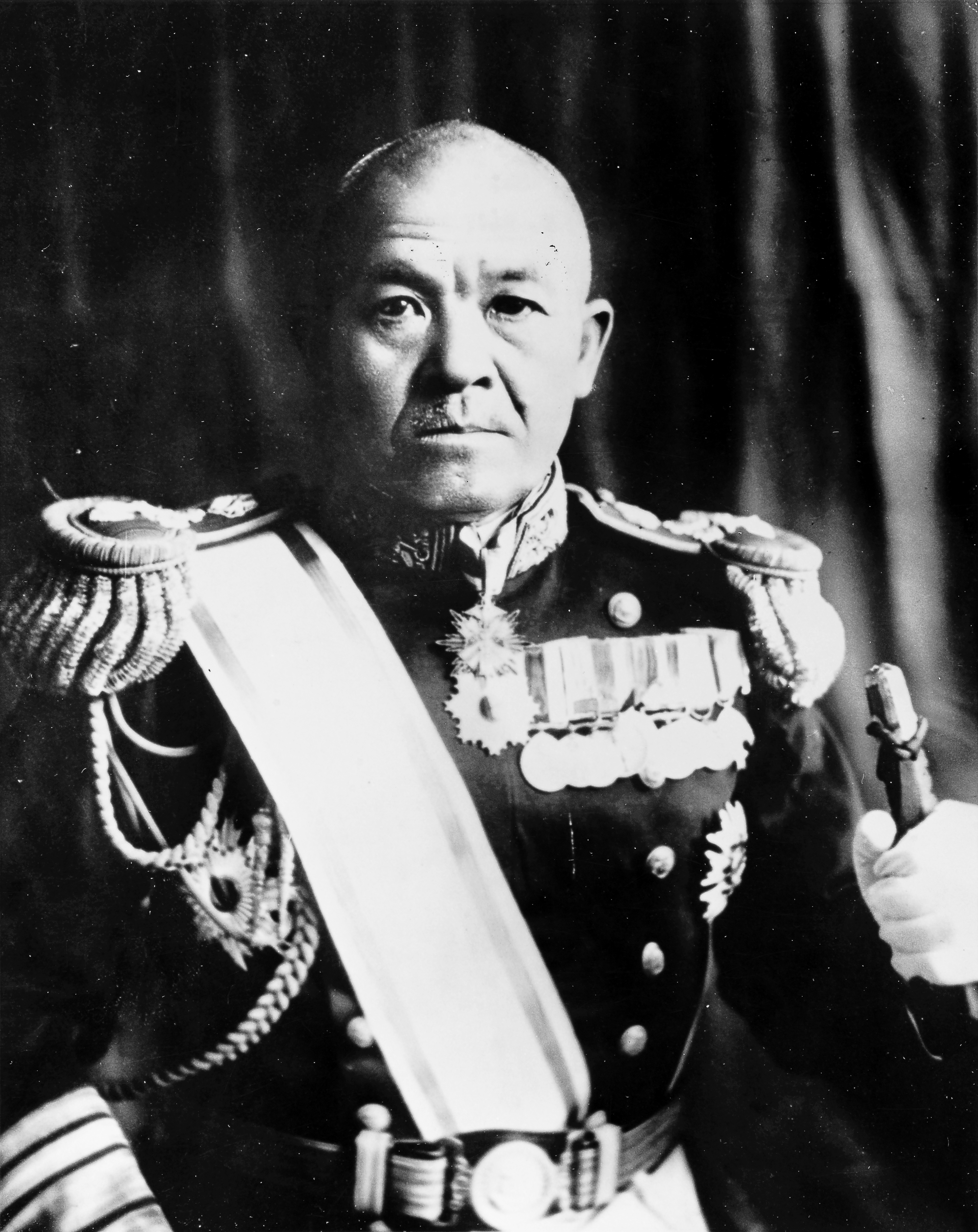
Chuichi Nagumo

Ondanks de beslissing plan Z toch uit te voeren onderhandelde Japan nog steeds met Amerika om zo te proberen geen argwaan te wekken. Op 10 november werd dan ook een onderhandelingsvoorstel naar Cordell Hull gestuurd, op dat moment de Amerikaanse minister van Buitenlandse Zaken. De Amerikanen negeerden dit voorstel echter en daarom werd tien dagen later door Saber Kurusu, de Japanse onderhandelaar een nieuw voorstel gedaan. Ook werd de uiterste datum die op 25 november gepland was, verschoven naar 29 november.
Wegens de dreigende situatie deed de Amerikaanse minister van Defensie opnieuw een opvallende uitspraak: The question is how we should manoeuvre them into the position of firing the first shot, without too much danger and damage to ourselves. (De vraag is, hoe we ze in de positie moeten manoeuvreren om het eerste schot te lossen, zonder dat wij te veel schade oplopen.) Hieruit blijkt weer dat Amerika zich terdege bewust was van de dreiging en tevens oorlog wilde, zonder 'schuldig' te zijn.
De Japanse media schreven dat op 25 november, de oude einddatum, een grote vloot de Japanse haven had verlaten. Deze voer volgens hen deels richting de Filipijnen en deels richting de straat van Formosa, het zuidoosten van China. In werkelijkheid vertrok de vloot pas een dag later. Op die dag, verliet Nagumo, de viceadmiraal van de Japanse vloot, de Baai van Hitokappu (単冠湾, Hitokappuwan) aan de oostzijde van Etorofu met 6 vliegdekschepen, 423 vliegtuigen, 2 slagschepen, 28 onderzeeërs, 2 kruisers en 11 torpedojagers. Het is duidelijk dat de vliegdekschepen in deze vloot relatief zwaar oververtegenwoordigd waren, maar dat was ook logisch, omdat het de bedoeling was om met de vliegdekschepen aan te vallen. De andere schepen hadden uitsluitend de taak deze kostbare oorlogsbodems te beschermen. Al vanaf het vertrek heerste er tussen de schepen een strikte radiostilte, zodat de Amerikanen hen niet zomaar zouden opmerken en traceren.
Als reactie op het voorstel van Kurusu op 20 november, presenteerde Hull een tegenvoorstel. Hierin stelde hij echter zulke hoge eisen, dat vooraf al duidelijk was dat Japan hieraan geen gehoor zou geven. Opnieuw een aanwijzing dat Amerika een oorlog probeerde te beginnen zonder de eerste stap te zetten. Een dag na het voorstel van Hull, zond de oorlogsminister van Amerika, Henry Stimson, berichten naar de Pacifische vloot. Hij waarschuwde hierin voor mogelijke vijandelijke acties van Japan.
Japan vond dat er na het mislukken van de diplomatieke wegen geen ander alternatief was dan oorlog. Desondanks voerden ze nog steeds onderhandelingen met Amerika om het voor te doen komen dat men nog de intentie had om de diplomatieke weg te bewandelen.
Enkele mensen binnen de Amerikaanse overheid wensten dat er nieuwe waarschuwingen voor een oorlogsdreiging werden uitgezonden, maar de legerleiding weigerde dit, omdat die bang was voor vals alarm. Toch waren er vanaf toen steeds vaker stille aanwijzingen voor een aanval te vinden. Zo onderschepte de FBI bijvoorbeeld een bericht over een ophanden zijnde oorlog, maar negeerde deze boodschap, omdat men geen paniek wilde zaaien onder de bevolking.
Vanwege de steeds duidelijker oorlogsdreigingen besloot de Amerikaanse marine dat ze zich niet zou laten aanvallen zonder paraat te zijn. Daarom stuurde men een vliegdekschip richting Midway, ten noordwesten van Hawaï. Twee andere vliegdekschepen werden naar een ander gebied gezonden. Al deze scheepsverplaatsingen lieten opnieuw zien dat Amerika op de hoogte was van de dreiging die van Japan uitging. Ondanks deze maatregelen was men nog niet alert genoeg, zoals later zou blijken. Op dat moment was het al 5 december.
Op 6 december ontcijferde een Amerikaanse telegrafist enkele Japanse boodschappen die al enkele dagen geleden waren onderschept. De ontcijfering maakte hem duidelijk dat er opnieuw aanwijzingen voor oorlog waren, maar zijn chef wilde er niets van weten. Integendeel: hij eiste dat de telegrafist deze boodschap zou laten rusten. In plaats van zich gereed te maken voor een ophanden zijnde oorlog werd nu juist nagedacht over het idee om Engeland te steunen als het zou worden aangevallen door Duitsland.
Op 6 december ontving Hirohito, de toenmalige keizer van Japan, een bericht van de Japans-Pacifische vloot. Dit bericht werd vlug beantwoord. Op 7 december, om 10.32 uur en 12 seconden 's ochtends plaatselijke tijd las Franklin D. Roosevelt dat Japan niet de oorlog aan Amerika verklaarde, maar wel tot de conclusie was gekomen dat verder onderhandelen met Amerika geen zin meer had.

## 7 december

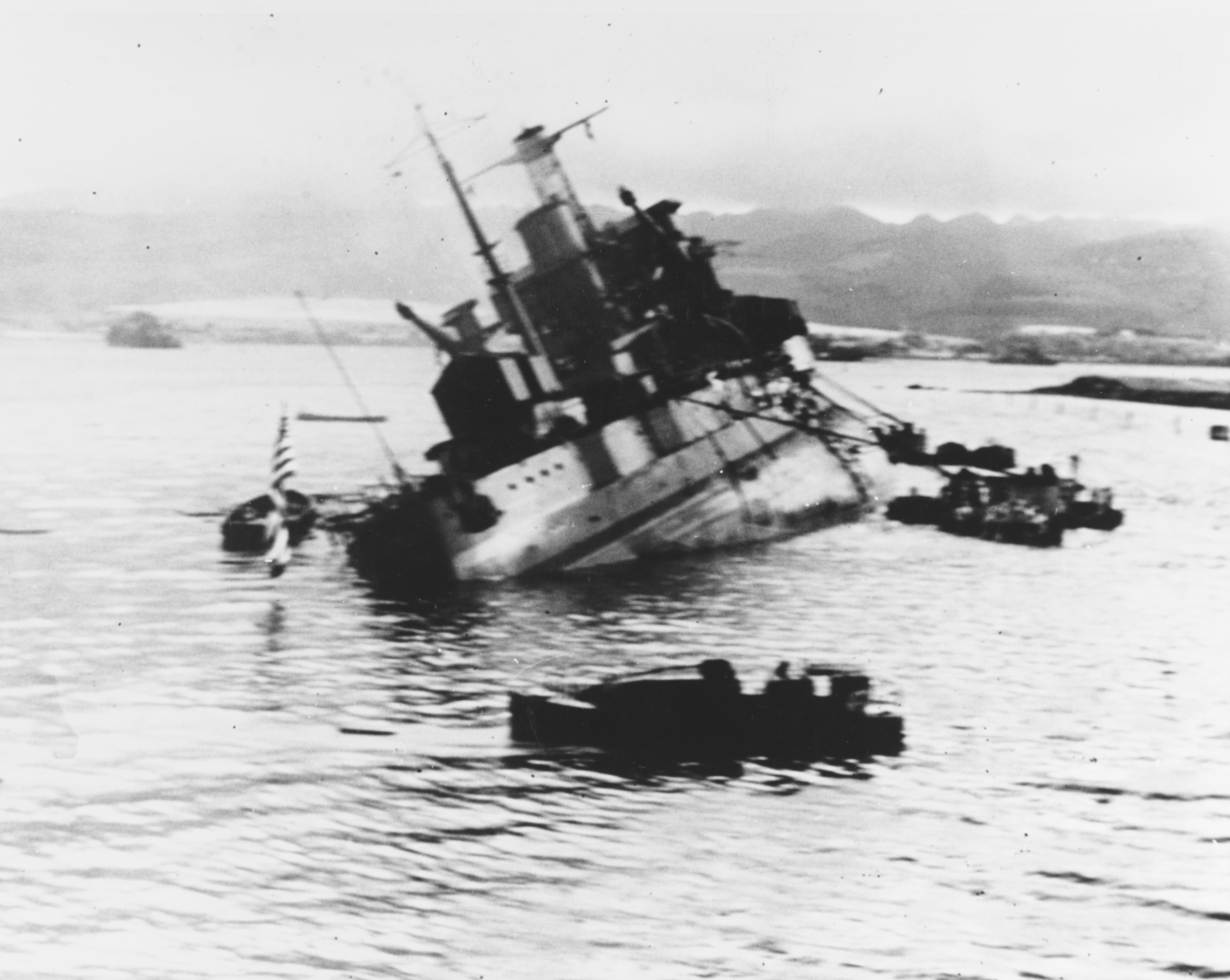
De USS Utah na de aanval

Een uur na dit bericht las de president een (onderschept) bericht waarin stond dat om 13.00 uur een officiële oorlogsverklaring aan Amerika moest worden overhandigd. Details over de plaats en tijd van een aanval door Japanse strijdkrachten werden hierin echter niet vermeld. Als reactie hierop gaf Marshall opdracht aan de Pacifische vloot om extra alert te zijn.
Tegen diezelfde tijd merkte men een mysterieuze Japanse onderzeeër op die probeerde om Pearl Harbor binnen te komen. Sommige mensen waren van mening dat deze onderzeeër was 'verdwaald', maar een logischer verklaring lijkt dat hij op zoek was naar de zwakke plekken binnen de Amerikaanse vloot en nog meer om uit te vinden of deze überhaupt wel was voorbereid op een oorlog. Hoe het ook zij, rond 12.00 uur werd deze onderzeeër door een torpedojager beschoten en tot zinken gebracht.
De officieren op Pearl Harbor waren niet echt bevreesd voor deze vreemde duikboot. Ze berichtten het voorval erg laat aan het hoofdkantoor.
Om 12.02 uur werd de eerste aanvalsgolf van Japanse vliegtuigen opgemerkt door een Amerikaans radarstation. Dit waren de vliegtuigen die om 11.00 uur waren opgestegen vanaf de Japanse vliegdekschepen. Om 12.20 uur merkte een andere radar opnieuw deze golf vliegtuigen op, nu dichter bij de haven. De dienstdoende officier legde dit angstwekkende beeld echter naast zich neer en waarschuwde niemand, waarschijnlijk omdat er op die dag een aantal B-17's uit de VS gepland stond om te arriveren.
Pas om 12.25 uur werd Kimmel bericht over het eerdere voorval met de onderzeeër, maar nog altijd werd er geen actie ondernomen. Alle schepen lagen in de haven voor anker en vormden zo een uitermate kwetsbaar doelwit voor de naderende vliegtuigen.

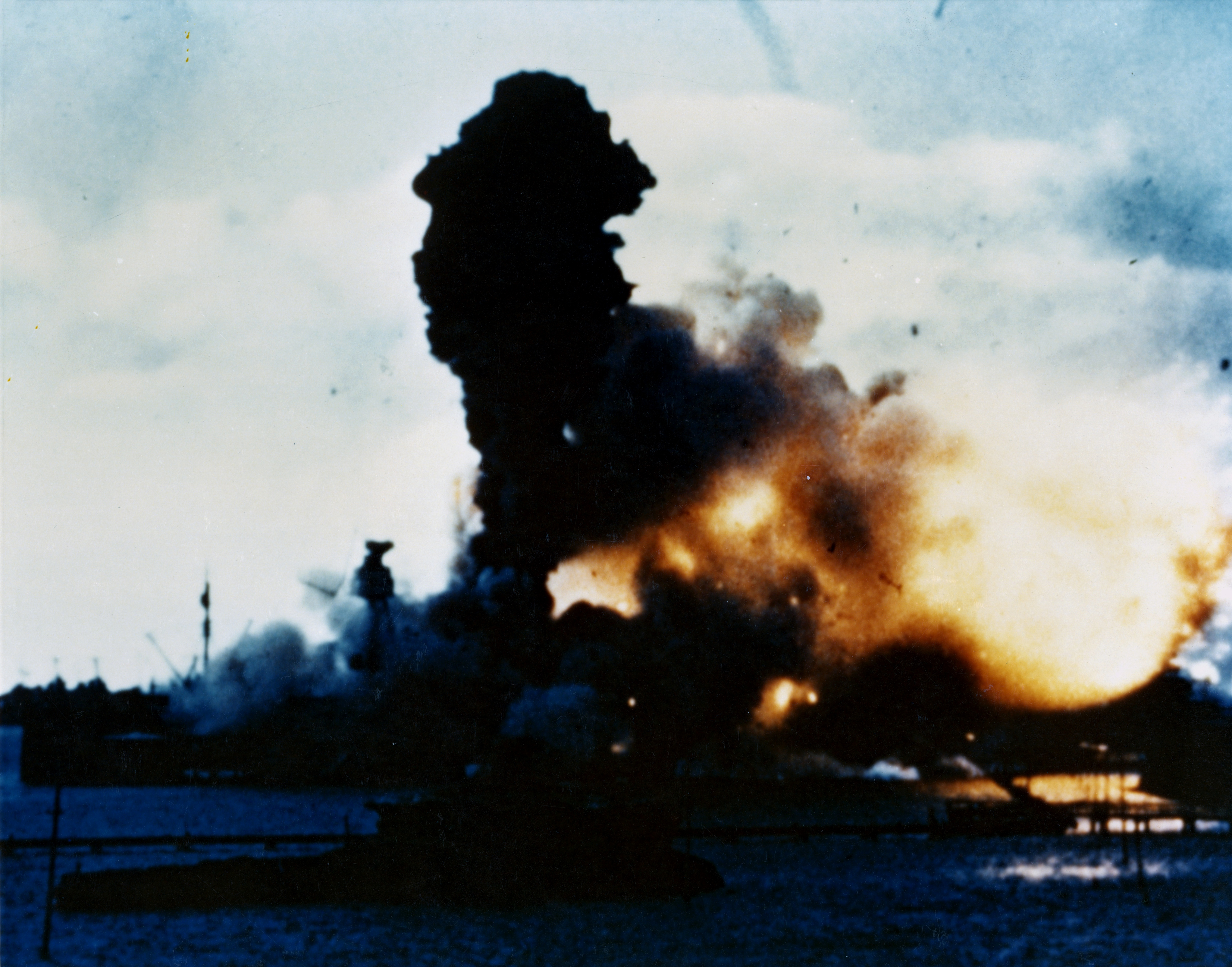
De USS Arizona explodeert.

Om 12.49 uur ontvingen de Japanse piloten officieel toestemming voor de aanval; hierop viel de eerste Japanse aanvalsgolf om 12.55 uur Pearl Harbor daadwerkelijk aan vanuit het noordwesten. De tweede golf volgde ruim een uur later, om 14.00 uur. Zij vielen de haven aan vanuit het noordoosten.
Om 14.45 uur waren er van de 96 schepen in de haven 18 gezonken of zwaar beschadigd. Ook 188 van de 394 vliegtuigen waren vernietigd en 159 andere beschadigd. In totaal vonden 2402 militairen de dood als gevolg van deze aanval. Er vielen 1178 gewonden. Het hoge aantal doden werd voornamelijk veroorzaakt door het zinken van het slagschip de USS Arizona. Bij de ondergang van dit schip vonden namelijk 1177 mensen de dood.

## Oorlogsverklaring van nazi-Duitsland
Het feit dat Japan en Amerika nu in oorlog waren was voor Hitler reden om op de vierde dag na de aanval de oorlog aan de Amerikanen te verklaren. De Verenigde Staten raakten zo nogmaals betrokken bij een Europese oorlog (de eerste keer was de Eerste Wereldoorlog), die ze liever hadden vermeden.

## Waarschuwing vooraf
De Japanse marine zou evenals admiraal Harold Rainsford Stark, de enige Amerikaan die voor de mogelijkheid er van waarschuwde, voor de aanval zijn geïnspireerd door de Britse verrassingsaanval met een eskader Fairey Swordfish-vliegtuigen vanaf het vliegdekschip HMS Illustrious op de Italiaanse vloot in de Slag bij Tarente op 11/12 november 1940. Stark waarschuwde voor de mogelijkheid van een dergelijke aanval in een memo op 22 november 1940, die echter door de rest van de Amerikaanse admiraliteit zou worden genegeerd.

## Muziek
De Amerikaanse gospelgroep The Jubalaires schreef een nummer over de aanval onder de titel Praise the Lord and Pass the Ammunition.